# Gran Premio del Bahrein 2007
Il Gran Premio del Bahrein 2007 è stata la terza prova della stagione 2007 del campionato mondiale di Formula 1. Si è disputata domenica 15 aprile 2007 sul circuito di Manama. La gara è stata vinta da Felipe Massa su Ferrari, autore anche della pole position e del giro più veloce, davanti a Lewis Hamilton su McLaren-Mercedes e a Kimi Räikkönen, compagno di squadra di Massa.

## Prove

### Risultati
Nella prima sessione del venerdì si è avuta questa situazione:
| Pos | Nº | Pilota         | Costruttore      | Tempo    | Gap    | Giri |
| --- | -- | -------------- | ---------------- | -------- | ------ | ---- |
| 1   | 6  | Kimi Räikkönen | Ferrari          | 1:33.162 |        | 21   |
| 2   | 5  | Felipe Massa   | Ferrari          | 1:33.679 | +0.517 | 17   |
| 3   | 2  | Lewis Hamilton | McLaren-Mercedes | 1:34.110 | +0.948 | 17   |

Nella seconda sessione del venerdì si è avuta questa situazione:
| Pos | Nº | Pilota         | Costruttore      | Tempo    | Gap    | Giri |
| --- | -- | -------------- | ---------------- | -------- | ------ | ---- |
| 1   | 6  | Kimi Räikkönen | Ferrari          | 1:33.527 |        | 33   |
| 2   | 2  | Lewis Hamilton | McLaren-Mercedes | 1:33.540 | +0.013 | 33   |
| 3   | 10 | Robert Kubica  | BMW Sauber       | 1:33.732 | +0.205 | 37   |

Nella sessione del sabato si è avuta questa situazione:
| Pos | Nº | Pilota         | Costruttore      | Tempo    | Gap    | Giri |
| --- | -- | -------------- | ---------------- | -------- | ------ | ---- |
| 1   | 2  | Lewis Hamilton | McLaren-Mercedes | 1:32.543 |        | 12   |
| 2   | 6  | Kimi Räikkönen | Ferrari          | 1:32.549 | +0.006 | 16   |
| 3   | 9  | Nick Heidfeld  | BMW Sauber       | 1:32.652 | +0.109 | 15   |

## Qualifiche

### Risultati
Nella sessione di qualifica si è avuta questa situazione:
| Pos | Nº | Pilota               | Costruttore       | Q1       | Q2       | Q3       | Griglia |
| --- | -- | -------------------- | ----------------- | -------- | -------- | -------- | ------- |
| 1   | 5  | Felipe Massa         | Ferrari           | 1:32.443 | 1:31.359 | 1:32.652 | 1       |
| 2   | 2  | Lewis Hamilton       | McLaren-Mercedes  | 1:32.580 | 1:31.732 | 1:32.935 | 2       |
| 3   | 6  | Kimi Räikkönen       | Ferrari           | 1:33.161 | 1:31.812 | 1:33.131 | 3       |
| 4   | 1  | Fernando Alonso      | McLaren-Mercedes  | 1:33.049 | 1:32.214 | 1:33.192 | 4       |
| 5   | 9  | Nick Heidfeld        | BMW               | 1:33.164 | 1:32.154 | 1:33.404 | 5       |
| 6   | 10 | Robert Kubica        | BMW               | 1:33.348 | 1:32.292 | 1:33.710 | 6       |
| 7   | 3  | Giancarlo Fisichella | Renault           | 1:33.556 | 1:32.889 | 1:34.056 | 7       |
| 8   | 15 | Mark Webber          | Red Bull-Renault  | 1:33.496 | 1:32.808 | 1:34.106 | 8       |
| 9   | 12 | Jarno Trulli         | Toyota            | 1:33.218 | 1:32.429 | 1:34.154 | 9       |
| 10  | 16 | Nico Rosberg         | Williams-Toyota   | 1:33.349 | 1:32.815 | 1:34.399 | 10      |
| 11  | 17 | Alexander Wurz       | Williams-Toyota   | 1:33.759 | 1:32.915 |          | 11      |
| 12  | 4  | Heikki Kovalainen    | Renault           | 1:33.467 | 1:32.935 |          | 12      |
| 13  | 23 | Anthony Davidson     | Super Aguri-Honda | 1:33.299 | 1:33.082 |          | 13      |
| 14  | 11 | Ralf Schumacher      | Toyota            | 1:33.923 | 1:33.294 |          | 14      |
| 15  | 8  | Rubens Barrichello   | Honda             | 1:33.776 | 1:33.624 |          | 15      |
| 16  | 7  | Jenson Button        | Honda             | 1:33.967 | 1:33.731 |          | 16      |
| 17  | 22 | Takuma Satō          | Super Aguri-Honda | 1:33.984 |          |          | 17      |
| 18  | 18 | Vitantonio Liuzzi    | STR-Ferrari       | 1:34.024 |          |          | 18      |
| 19  | 19 | Scott Speed          | STR-Ferrari       | 1:34.333 |          |          | 19      |
| 20  | 20 | Adrian Sutil         | Spyker-Ferrari    | 1:35.280 |          |          | 20      |
| 21  | 14 | David Coulthard      | Red Bull-Renault  | 1:35.341 |          |          | 21      |
| 22  | 21 | Christijan Albers    | Spyker-Ferrari    | 1:35.533 |          |          | 22      |

Con i tempi in grassetto sono visualizzate le migliori prestazioni in Q1, Q2 e Q3.

## Gara
Massa mantiene la testa al via, davanti ad Hamilton, mentre Alonso riesce a passare Räikkönen alla curva quattro. Nello stesso punto, Button e Speed, separatamente, sono coinvolti in incidenti che provocano l’ingresso della safety car: quando la vettura di sicurezza abbandona il tracciato, dietro ai primi quattro sono Heidfeld, Kubica, Fisichella e Webber. Mentre davanti Massa ed Hamilton prendono il largo sugli inseguitori, scambiandosi i giri veloci, Alonso non sembra avere passo e tiene dietro Räikkönen, con Heidfeld capace di tenersi a contatto. Nelle retrovie David Coulthard, partito dall’ultima fila, risale a suon di sorpassi. Dopo quindici giri, Hamilton è nella scia di Massa, mentre Alonso è già staccato di otto secondi. 
Al 19º giro l’inglese è il primo a rifornire seguito dal brasiliano due giri più tardi; Alonso si ferma nel giro 23 e perde la posizione a favore di Räikkönen, fermatosi un giro più tardi. Al 31º giro, lo scatenato Coulthard passa Fisichella alla prima curva e sale al settimo posto; qualche giro dopo lo scozzese sarà costretto al ritiro, lasciando la posizione al compagno Mark Webber. La giornata di Alonso diventa nera nel corso del trentaduesimo giro, quando Heidfeld lo passa con un gran manovra all’esterno, sempre in curva 4. Il secondo tratto di gara di Hamilton non è all’altezza del primo; Massa costruisce un margine di dieci secondi mentre Räikkönen si porta nella scia dell’inglese.
Le due McLaren hanno imbarcato più benzina, Hamilton sarà l’ultimo a fermarsi. In questo modo la seconda tornata di stop non porta variazioni di sorta. A quindici giri alla fine abbandona anche Webber, consentendo a Fisichella di rientrare in zona punti, alle spalle di Trulli.
Massa vince, riscatta l’inizio di stagione e torna in quota in classifica. Hamilton non scende dal podio, così come Räikkönen che conferma la forza della Ferrari. Gran gara di Heidfeld, ancora capace di battere uno dei piloti dei top team, oltre che arrivare davanti a Kubica.

### Risultati
I risultati del gran premio sono i seguenti:
| Pos | Nº | Pilota               | Costruttore       | Giri | Tempo/Ritiro/Media         | Griglia | Punti |
| --- | -- | -------------------- | ----------------- | ---- | -------------------------- | ------- | ----- |
| 1   | 5  | Felipe Massa         | Ferrari           | 57   | 1:33:27.515 - 197.887 km/h | 1       | 10    |
| 2   | 2  | Lewis Hamilton       | McLaren-Mercedes  | 57   | +2.360                     | 2       | 8     |
| 3   | 6  | Kimi Räikkönen       | Ferrari           | 57   | +10.839                    | 3       | 6     |
| 4   | 9  | Nick Heidfeld        | BMW Sauber        | 57   | +13.831                    | 5       | 5     |
| 5   | 1  | Fernando Alonso      | McLaren-Mercedes  | 57   | +14.426                    | 4       | 4     |
| 6   | 10 | Robert Kubica        | BMW Sauber        | 57   | +45.925                    | 6       | 3     |
| 7   | 12 | Jarno Trulli         | Toyota            | 57   | +1:21.371                  | 9       | 2     |
| 8   | 3  | Giancarlo Fisichella | Renault           | 57   | +1:21.701                  | 7       | 1     |
| 9   | 4  | Heikki Kovalainen    | Renault           | 57   | +1:29.411                  | 12      |       |
| 10  | 16 | Nico Rosberg         | Williams-Toyota   | 57   | +1:29.916                  | 10      |       |
| 11  | 17 | Alexander Wurz       | Williams-Toyota   | 56   | +1 giro                    | 11      |       |
| 12  | 11 | Ralf Schumacher      | Toyota            | 56   | +1 giro                    | 14      |       |
| 13  | 8  | Rubens Barrichello   | Honda             | 56   | +1 giro                    | 15      |       |
| 14  | 21 | Christijan Albers    | Spyker-Ferrari    | 55   | +2 giri                    | 22      |       |
| 15  | 20 | Adrian Sutil         | Spyker-Ferrari    | 53   | +4 giri                    | 20      |       |
| 16  | 23 | Anthony Davidson     | Super Aguri-Honda | 51   | Motore                     | 13      |       |
| Rit | 15 | Mark Webber          | Red Bull-Renault  | 41   | Cambio                     | 8       |       |
| Rit | 14 | David Coulthard      | Red Bull-Renault  | 36   | Semiasse                   | 21      |       |
| Rit | 22 | Takuma Satō          | Super Aguri-Honda | 34   | Motore                     | 17      |       |
| Rit | 18 | Vitantonio Liuzzi    | STR-Ferrari       | 26   | Idraulica                  | 18      |       |
| Rit | 7  | Jenson Button        | Honda             | 0    | Collisione con S.Speed     | 16      |       |
| Rit | 19 | Scott Speed          | STR-Ferrari       | 0    | Collisione con J.Button    | 19      |       |

## Classifiche Mondiali

### Piloti
| Pos | Pilota               | Punti |
| --- | -------------------- | ----- |
| 1   | Fernando Alonso      | 22    |
| 2   | Kimi Räikkönen       | 22    |
| 3   | Lewis Hamilton       | 22    |
| 4   | Felipe Massa         | 17    |
| 5   | Nick Heidfeld        | 15    |
| 6   | Giancarlo Fisichella | 8     |
| 7   | Jarno Trulli         | 4     |
| 8   | Robert Kubica        | 3     |
| 9   | Nico Rosberg         | 2     |
| 10  | Ralf Schumacher      | 1     |
| 11  | Heikki Kovalainen    | 1     |

### Costruttori
| Pos | Team             | Punti |
| --- | ---------------- | ----- |
| 1   | McLaren-Mercedes | 44    |
| 2   | Ferrari          | 39    |
| 3   | BMW Sauber       | 18    |
| 4   | Renault          | 9     |
| 5   | Toyota           | 5     |
| 6   | Williams-Toyota  | 2     |